# خنافس الجواهر الكاذبة
خنافس الجواهر الكاذبة (الاسم العلمي: Schizopodidae)، فصيلة خنافس من الفصيلة العليا الناصعيات. كانت تصنف على إنها فُصيلة حتى عام 1991، ثم رُقت إلى فصيلة.